# اسمیت (نام خانوادگی)
اسمیت می‌تواند یکی از موارد زیر باشد:
- آدام اسمیت، (۱۷۲۳–۱۷۹۰) فیلسوف اخلاق گرای اسکاتلندی.
- ویل اسمیت، (۱۹۶۸) بازیگر، تهیه کننده و خواننده رپ آمریکایی.
- مت اسمیت (بازیگر)، بازیگر انگلیسی.
- جان اسمیت (کشتی‌گیر)، (۱۹۶۵) کشتی گیر بازنشسته آمریکایی.
- جیدا پینکت اسمیت، (۱۹۵۱) بازیگر، تهیه کننده، کارگردان، نویسنده، خواننده، ترانه سرا و کارآفرین آمریکایی.
- مگی اسمیت، (۱۹۳۴) بازیگر انگلیسی.
- جیدن اسمیت، (۱۹۹۸) بازیگر، رقصنده و رپر آمریکایی.
- ادوارد اسمیت، (۱۸۵۰–۱۹۱۲) افسر و کاپیتان انگلیسی.
- آنا نیکول اسمیت، (۱۹۶۷–۲۰۰۷ ) مدل و بازیگر آمریکایی.
- ال.جی. اسمیت، (۱۹۶۵) نویسنده اهل فلوریدا، ایالات متحده آمریکا.